# Sergio Coronado
Sergio Coronado (nascido em 13 de maio de 1970) é um político francês, ex-membro da Assembleia Nacional Francesa representando os residentes franceses no exterior .

## Biografia

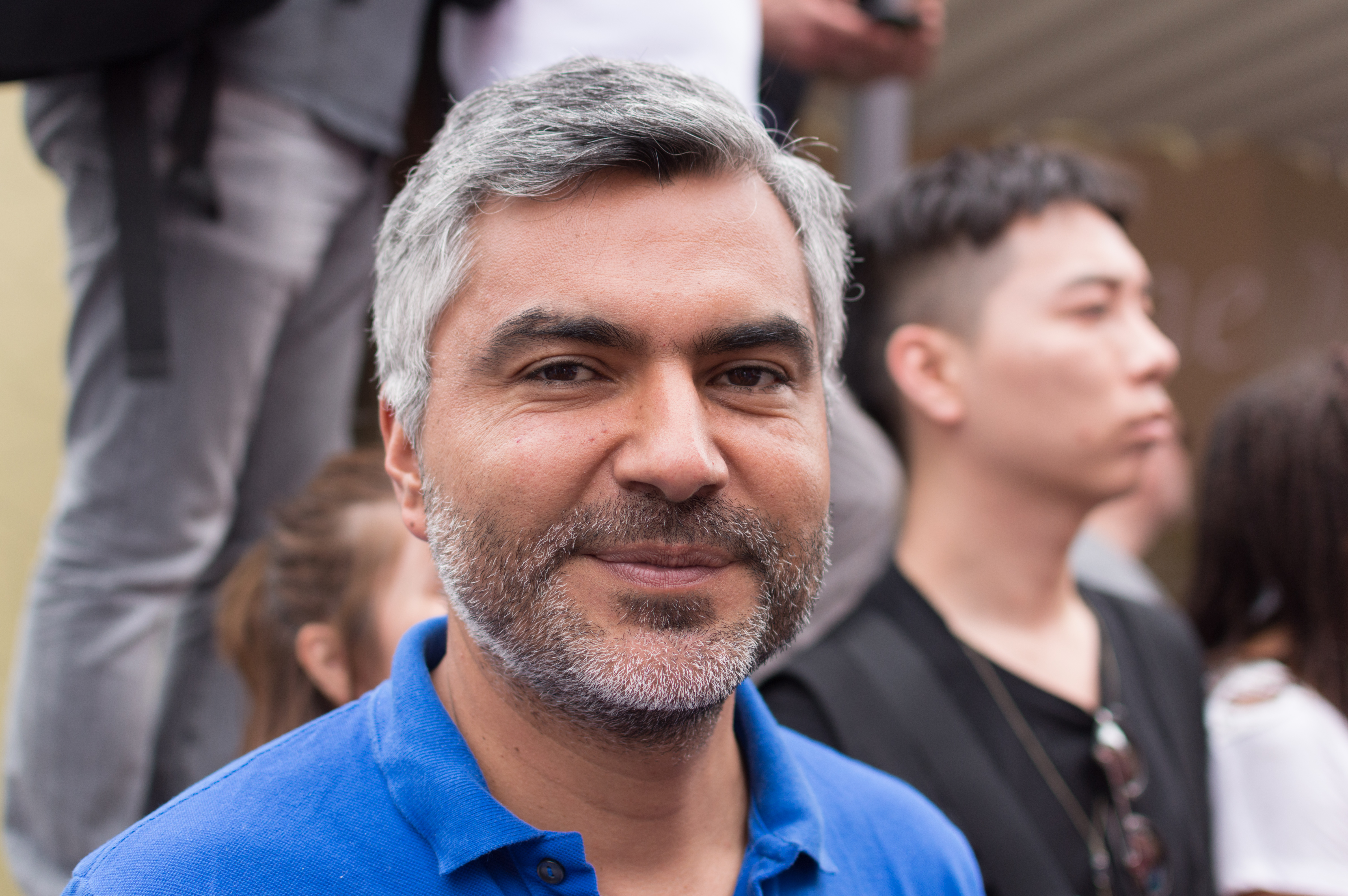
Sergio Coronado em 2017

Sergio Coronado saiu do Chile com sua família após o golpe de Estado do General Pinochet em 1973. Ele cresceu na Argentina e chegou à França em 1982. No final de 2008, obteve uma bolsa de estudos em ciências políticas e mudou-se para a Colômbia. Lá, estudou na Universidad Externado de Colombia e tornou-se membro da associação ADFE-Français du Monde.[carece de fontes?]
Em junho de 2012, por ocasião da Parada do Orgulho LGBT, ele se assumiu gay. Ele foi o segundo deputado a fazê-lo publicamente.

### Carreira política
Ele ingressou nos Ecologistas em 1998. Foi reeleito para três mandatos sucessivos em 2000, 2002 e 2004 em diversos cargos. Ele foi notavelmente co-porta-voz do partido com Cécile Duflot de janeiro de 2005 a janeiro de 2008, depois de quase se tornar secretário nacional na Assembleia Federal de Reims em 2004. Em 2002, Noël Mamère o escolheu como diretor de comunicação e vice-gerente de campanha para sua campanha presidencial.[carece de fontes?]
De março de 2001 a março de 2008, foi vereador do 14º arrondissement de Paris. Atuou pela democracia local, pela vida associativa e pelos conselhos de bairro.[carece de fontes?]
Em 2011, foi o líder de campanha de Eva Joly.

### Membro da Assembleia Nacional
No âmbito de um acordo entre os Verdes e o PS, foi candidato nas eleições legislativas de 2012 para a Segunda circunscrição eleitoral para residentes franceses no exterior. Em 17 de junho de 2012, foi eleito.